# Omaveloxolon
| Pharmakologische Daten  | Pharmakologische Daten                             |
| ----------------------- | -------------------------------------------------- |
| Verabreichungsweg       | Oral (Einnahme)                                    |
| Plasmaeiweißbindung     | 97 %                                               |
| Maximaler Plasmaspiegel | 7–14 Stunden (Median) 1–24 Stunden (Bereich)       |
| Halbwertszeit           | 57 Stunden (32–90 Stunden)                         |
| Metabolisierung         | Hepatisch, vorwiegend CYP3A, wenig: CYP2C8, CYP2J2 |
| Ausscheidung            | Fäzes (92 %)                                       |

Omaveloxolon ist ein Arzneistoff, der unter dem Namen Skyclarys (Hersteller: Reata Pharmaceuticals) im Februar 2023 in den USA zugelassen wurde zur Behandlung der Friedreich-Ataxie. Dies ist eine fortschreitend verlaufende seltene Erbkrankheit, die das Nervensystem schädigt und durch Koordinations- und Gehstörungen gekennzeichnet ist.
Das Mittel wird oral angewendet (eingenommen).

## Chemisch-physikalische Eigenschaften
Omaveloxolon ist weißer bis fast weißer, amorpher Feststoff und im Wässrigen über den physiologischen pH-Bereich praktisch unlöslich.
Omaveloxolon ist ein synthetisches Triterpenoid aus der Gruppe der Oleanane und hat sieben chirale Zentren. Strukturell verwandt ist das Bardoxolon.

## Wirkungsmechanismus
Es wurde gezeigt, dass Omaveloxolon den Nrf2-Signalweg (Nrf2 steht für: Nuclear factor (Erythroid-derived 2) related factor 2) aktiviert, der an der zellulären Reaktion gegenüber oxidativem Stress beteiligt ist. Auf welche Weise genau der therapeutische Effekt zustande kommt, ist nicht bekannt.

## Therapeutische Verwendung

### Anwendungsgebiet
Omaveloxolon ist angezeigt für die Behandlung der Friedreich-Ataxie bei Erwachsenen und Jugendlichen ab einem Alter von 16 Jahren. Omaveloxolon ist oral wirksam.

### Nebenwirkungen und Anwendungsbeschränkungen
Als häufigste Nebenwirkungen wurden ein Anstieg der Alanin-Aminotransferase (ALAT) und der Aspartat-Aminotransferase (ASAT), Anzeichen von Leberschäden, Kopfschmerzen, Übelkeit, Bauchschmerzen, Müdigkeit, Durchfall und Muskel-Skelett-Schmerzen beobachtet.

### Klinische Prüfung
Die Zulassung beruht auf den Daten einer doppelblinden, randomisierte, placebokontrollierten Phase-II-Studie (MOXIe-Studie) an 103 Patienten im Alter von 16 bis 40 Jahren mit genetisch bestätigter Friedreich-Ataxie. Sie erhielten  nach dem Zufallsprinzip im Verhältnis 1:1 entweder Omaveloxolon oder Placebo. Der primäre Endpunkt war die Änderung der Punktzahl nach der modifizierten Friedreich's Ataxia Rating Scale (mFARS-Score) nach 48 Wochen. Mit der mFARS wird das Fortschreiten der Krankheit hinsichtlich von Fähigkeiten wie Schlucken und Sprechen, Koordination der oberen und unteren Extremitäten und Stabilität der aufrechten Körperhaltung, beurteilt. Personen, die Omaveloxolon erhielten, schnitten beim mFARS signifikant besser ab als Personen, die Placebo erhielten.
In einer post-hoc-Analyse wurden bei mit Omaveloxolon behandelten Patienten nach 3 Jahren niedrigere mFARS-Scores festgestellt als bei einer Vergleichsgruppe unbehandelter Patienten aus einer Studie zum natürlichen Krankheitsverlauf. Die Daten sind nur begrenzt aussagekräftig, da sie außerhalb einer kontrollierten Studie erhoben wurden.

## Sonstiges
Omaveloxolon wurde im Februar 2023 von der Food and Drug Administration (FDA) nach einem beschleunigten Verfahren zugelassen. Es ist das erste für die Behandlung der Friedreich-Ataxie zugelassene Arzneimittel. Im Februar 2024 folgte die EU-Zulassung.
Omaveloxolon hat den Status eines Arzneimittels gegen seltene Krankheiten (Orphan-Arzneimittel).